# Tokuro Fujiwara
Tokurō Fujiwara (藤原得郎 Fujiwara Tokurō?) (7 de abril de 1961), más conocido como profesor F o Arthur King, es un diseñador de videojuegos japonés, conocido por la creación de Ghosts 'n Goblins y producir la serie de videojuegos de Mega Man. Trabajó como gerente general de la División de Juegos de consola de Capcom desde 1988 hasta 1996. Después de trabajar en Capcom durante trece años, dejó la compañía para formar su propio estudio, Whoopee Camp, donde iba a servir como el director de la serie Tomba!. Él es conocido por hacer sus títulos difíciles para el jugador promedio.

## Trayectoria
- 1982 - Se une a Konami
- 1983 - sale de Konami, se une a Capcom
- 1996 - Sale de Capcom, establece Whoopee Camp
- 1998 - Establece Deep Space
- 2005 - Regresa a Capcom

## Trabajos
- Pooyan—Director
- Roc 'N Rope—Director
- Vulgus—Director
- Pirate Ship Higemaru—Director
- Ghosts 'n Goblins—Director
- Commando—Director
- The Speed Rumbler—Director
- Bionic Commando (Arcade) -- Director
- Tiger Road—Director
- Ghouls 'n Ghosts—Director
- Mega Man 2—Productor
- Strider—Asesor
- Sweet Home—Agradecimientos especiales
- Marusa no Onna—Director
- Destiny of an Emperor—Productor
- Willow (NES) -- Productor
- Mega Man 3—Productor
- DuckTales—Productor
- Gargoyle's Quest—Productor
- Chip 'n Dale: Rescue Rangers—Productor
- Street Fighter 2010: The Final Fight—Productor
- Super Ghouls 'n Ghosts—Productor
- Mega Man 4—Productor
- Little Nemo: The Dream Master—Productor Ejecutivo
- Destiny of an Emperor II—Director
- The Little Mermaid—Productor
- Mega Man: Dr. Wily's Revenge—Productor
- Darkwing Duck—Productor
- TaleSpin—Productor
- Gargoyle's Quest II—Productor
- Gold Medal Challenge '92—Productor
- Magical Quest starring Mickey Mouse—Productor
- Adventures in the Magic Kingdom—Productor
- Mega Man II—Productor
- Mega Man 5—Productor
- Breath of Fire—Productor
- DuckTales 2—Productor
- Final Fight 2—Productor
- Mighty Final Fight—Productor
- Mega Man III—Productor
- Mega Man 6—Productor
- Disney's Aladdin—Asesor
- Chip 'n Dale Rescue Rangers 2—Productor
- Mega Man X—Productor
- Mega Man Soccer—Productor
- Mega Man IV—Productor
- Goof Troop—Productor
- Demon's Crest—Productor
- The Great Circus Mystery starring Mickey & Minnie—Productor
- Breath of Fire II—Productor
- Mega Man X2—Productor
- X-Men: Mutant Apocalypse—Productor
- Mega Man V—Productor
- Bonkers—Productor
- Mega Man 7—Productor
- Mega Man X3—Productor
- Mickey to Donald Magical Adventure 3—Productor
- Final Fight 3—Productor
- Hanako Sangakita!! Gakkou no Kowai Uwasa—Productor
- Resident Evil—Productor General
- Tomba!—Productor Ejecutivo, Director, Director Artístico
- Tomba 2—Productor en jefe, diseñador de juego
- Extermination—Productor Ejecutivo
- Hungry Ghosts—Productor Ejecutivo, Director
- Ultimate Ghosts 'n Goblins—Director, Planificación
- Bionic Commando Rearmed—Consultor
- Madworld—diseñador de juego Original

## Entrevista a Mikami
En una entrevista realizada a Shinji Mikami en la que se le preguntó por Tokuro Fujiwara este contestó.
entrevista de Shinji Mikami:
-Entrevistador: Por cierto, en ese momento, ¿ha tenido algún modelo a seguir? Me refiero a alguien que admiraba en el campo?
Mikami: el Señor. Fujiwara
-Entrevistador: Él es tu Maestro?
Mikami: Sí para mí. Él es el maestro de mis miedos. Tal vez el maestro del mal. Todavía no puedo competir con él. Voy a ponerme a sus pies. Tiene una especie de atmósfera diferente que otras personas. No es grande o robusto, y no levanta la voz pero es realmente aterrador. Su camino no es "Sí o No" sólo "SÍ". Aprendí mucho de él, una gran cosa que aprendí de él es "Crear la libertad dentro de la restricción."